# ゴルフェッシュ原子力発電所
ゴルフェッシュ原子力発電所（ゴルフェッシュげんしりょくはつでんしょ、フランス語：Centrale nucléaire de Golfech）は、フランス共和国タルヌ＝エ＝ガロンヌ県ゴルフェッシュ（fr:Golfech）に所在する原子力発電所。施設はガロンヌ川の西岸にあり、トゥールーズから北西へ60km、アジャンから東へ20kmに位置している。

## 概要
1965年、ミディ＝ピレネー地域圏知事はマローズ（fr:Malause、タルヌ＝エ＝ガロンヌ県）近傍に原子力発電所を建設する計画を立ち上げた。フランス電力公社（当時）は用地買収に着手する。1967年、調査委員会はゴルフェッシュに80万kW級の天然ガス黒鉛炉2基の建設計画を承認する。1968年にマローズにダムの建設が始まる。
石油価格の下落により、フランス電力公社とフランス原子力庁との間で黒鉛ガス原子炉と加圧水型原子炉のどちらを採用するかで対立していたため、新規原子力発電所の建設計画は1967年から1969年まで決定されなかった。1969年のシャルル・ド・ゴール大統領の退陣後、原子力庁が主張する黒鉛ガス炉は放棄され、ゴルフェッシュでの原子力発電所建設も放棄された。
1973年2月にガロンヌ川上流に6.9万kW級の水力発電所が稼働する。フランス電力公社の地域責任者は1985年までに原子力発電所は完成すると発表する。1974年11月2日、生活品質省の文書では発電所建設用地にゴルフェッシュが選ばれる。産業省は関連協議会の作成を地域圏知事に依頼する。発電所建設についてヴァランス小郡（fr:Canton de Valence (Tarn-et-Garonne)）とオヴィラール（fr:Auvillar）で住民投票が行われ83％の賛成票を得ている。1978年4月にミディ＝ピレネー地域圏議会は棄権2票を除き全会一致でゴルフェッシュに建設を認める決定がなされる。
1978年12月、フランス電力公社は130万kW級の加圧水型原子炉4基の建設を決定する。1979年1月、フランス共産党はゴルフェッシュ発電所を非民主的な計画として反対する。1月、タルヌ＝エ＝ガロンヌ県一般評議会は建設計画について賛成21票、反対2票、棄権4票の結果が出ている。1976年6月、社会党ロット＝エ＝ガロンヌ県支部はゴルフェッシュ発電所建設を断念させるため、社会党タルヌ＝エ＝ガロンヌ県支部と共に左翼急進党、統一社会党、革命的共産主義者同盟、フランス民主労働連合（fr:Confédération française démocratique du travail）、全国教育連盟（fr:Fédération de l'éducation nationale）、市民人権擁護フランス同盟（fr:Ligue française pour la défense des droits de l'homme et du citoyen）その他と連携する。
1979年6月17日、5,000人の抗議団は放射能雲がスペインまで広がる可能性を訴え、発電所予定地に抗議用の風船を解き放つ。1979年10月12日、9人の首長はゴルフェッシュ計画公共事業調査資料の収容を拒否する。
1980年に公共調査委員会は4基の原子炉建設に賛意を示し、30,000人の署名からなる請願書と建設計画は結び付けられる。
1981年フランス大統領選挙はフランソワ・ミッテランの勝利に終わり、プロゴフ（fr:Plogoff、フィニステール県）の原子力発電所建設計画の放棄が発表され、他の14ヶ所の開発用地も停止される。ゴルフェッシュも新政権によって一時停止されるも、フランス電力公社によって現場作業は継続される。
1981年10月に4,000人のデモは建設現場に向かい行進する。法執行に反対し、現場では暴力事態に突入する。11月には4,000から7,000人規模の新たな行進が実施され共和国保安機動隊2,000人や機動憲兵隊との間で衝突する。チェルノブイリ原子力発電所事故後の1986年に反核運動が活発化し、1989年には5人の活動家が冷却塔を5日間占拠して発電所の稼働を阻止しようとする。
1990年4月24日、最終的に1号機は稼働する。1996年、3人の反核運動家はガロンヌ川を泳いで発電所内に侵入し、冷却塔内の一つに登り、1人は冷却塔上で3晩過ごす。
当初の予定では原子炉は4基建造される計画であったが、2基に留まっている。また2011年時点で約700人が働いている。
ゴルフェッシュ原子力発電所からガロンヌ川に放流される冷却水は下流域で灌漑用水や水道水に使用される問題があり、2003年の検査では1リットルあたり289ベクレルの放射性物質を含んでいるとされる。これら暖かい使用済みの冷却水の放流はガロンヌ川の水温上昇につながるとされる。
ゴルフェッシュ原子力発電所は小規模な事故・事象が頻発しており古いものから、1998年9月28日に原子中心部の中性子観測システムの制御中に運転者による技術的操作ミスが起き、国際原子力事象評価尺度レベル1に分類される。1998年11月4日、原子力安全局は同年10月14日にフランス電力公社が30時間に及ぶ7％超えの過剰な連鎖反応が発生していたことを発表し、これもレベル1に分類される。1998年11月27日には原子炉建屋で検出警報が発報し、大気中に放射性物質が流出し、避難した下請け作業員が微量の被曝に晒される。これもレベル1に分類される。2007年7月25日、発声器（スピーカー）の内部汚染が明らかとなる。2008年3月12日、保安レベル1の事象が発生。2008年10月28日、2号機の発電装置プログラム停止時に不具合が発生する。これは国際原子力事象評価尺度レベル1に分類される。2008年11月29日、2号機発電装置の保守作業で不具合が発生、これは国際原子力事象評価尺度レベル1に分類される。
ガロンヌ川の上流および下流でサンプリングを採取し、2009年9月18日、独立調査機関によりプラントの下流では標準値よりも高いトリチウムが検出される。
2010年3月3日、2号機発電装置の停止作業で不具合が発生、これは国際原子力事象評価尺度レベル1に分類される。2010年9月9日、2号機から煙が生じて内部緊急計画警報が発動する事態に陥っている。
2019年7月23日、フランスを含む欧州各国が猛暑に襲われたことから、2号機は23日から、1号機は24日からそれぞれ一週間程度運転を停止することとなった。原子力発電所の温排水（冷却水）が河川の生態系に影響を与えないよう、水温が規制されていることを受けての措置。同様の措置は、この年以降もしばしば行われた。

### 原子炉の特性
各原子炉の特性は以下のとおり。
| 原子炉名  | 格納容器形式 （原子炉形式） | 容量（MW）        | 容量（MW）      | 容量（MW）      | 運用者       | 建造者     | 建設開始   | 送電網接続運転開始 | 営業運転開始 | 原子炉の運転終了 |
| 原子炉名  | 格納容器形式 （原子炉形式） | 炉心熱出力（MWt） | 定格出力（MWe） | 平均出力（MWe） | 運用者       | 建造者     | 建設開始   | 送電網接続運転開始 | 営業運転開始 | 原子炉の運転終了 |
| --------- | --------------------------- | ----------------- | --------------- | --------------- | ------------ | ---------- | ---------- | ------------------ | ------------ | ---------------- |
| Golfech-1 | P'4 REP 1300 (PWR)          | 3817              | 1363            | 1310            | フランス電力 | フラマトム | 1982年11月 | 1990年6月          | 1991年2月    |                  |
| Golfech-2 | P'4 REP 1300 (PWR)          | 3817              | 1363            | 1310            | フランス電力 | フラマトム | 1984年10月 | 1993年6月          | 1994年3月    |                  |